# Edward Hopkins
Edward Hopkins (* 1600 in Shropshire, England; † 1657) war ein englischer Siedler und mehrmals der Gouverneur der Colony of Connecticut.

## Werdegang
Edward Hopkins entschloss sich nach Amerika auszuwandern, wo er 1637 in der New Haven Colony eintraf. Zwei Monate später zog er nach Hartford, Connecticut, der ersten proprietären Kolonie (engl. Proprietary Colony). 1639 arbeitete er als einer von mehreren Mitarbeitern im General Court (heute Connecticut General Assembly), dem staatlichen Parlament des heutigen US-Bundesstaates Connecticut. Dann wurde Hopkins 1640 zum ersten Mal in das Amt des Gouverneurs der Colony of Connecticut gewählt. Er hatte das Amt zwischen 1640 und 1655 immer wieder inne. Da zu jener Zeit ein Mann nur eine Amtszeit als Gouverneur ableisten konnte und eine zweite nachfolgende verboten war, wechselten sich Hopkins und John Haynes (erster Gouverneur der Colony of Connecticut, gewählt 1639) immer wieder ab (mit einer einzigen Ausnahme, als George Wyllys eine Amtszeit das Amt innehatte). Jeder war als Vizegouverneur des anderen tätig, wenn man selbst das Amt nicht innehatte.
Hopkins überlebte 1646 ein Attentat, das ein amerikanischer Ureinwohner verübt hatte, weil die Colony of Connecticut, die ein Teil der New England Confederation (oder auch United Colonies of New England genannt) war, den Häuptling eines rivalisierenden Stammes beschützte. Hopkins verdiente durch seine Tätigkeit als Gouverneur viel Geld, was er mit einer Vielzahl von Geschäften über das heutige Connecticut hinaus schaffte.
Hopkins kehrte oft zwischen seinen Zeiten als Gouverneur nach England zurück. Dort wurde er ein Kommissar der Royal Navy (später Kommissar des Marineamts), überwachte die Auflage der neuen Gesetze der New Haven Colony und diente auch im English Parliament.
Hopkins wurde 1655 in seine letzte Amtszeit gewählt, obwohl er sich noch in England aufhielt, was als Versuch der Bewohner der Colony of Connecticut angesehen werden muss, ihren geachteten Gouverneur zurück zu locken. Allerdings kehrte er nicht zurück, und der Vizegouverneur Thomas Welles leistete Hopkins’ letzte Amtszeit ab.
Sein Vermächtnis floss in die Gründung (1660) der Hopkins School in New Haven (Connecticut). Zusätzlich wurden die Hopkins Classical School in Cambridge (Massachusetts), und die Hopkins Academy in Hadley gefördert. Der Ort Hopkinton, Massachusetts, wurde nach ihm benannt.

## Einzelbelege
1. ↑  Alumni Association of Hopkins Academy, Hadley, Massachusetts: Page. Abgerufen am 24. April 2021.

| Personendaten    | Personendaten                                                            |
| ---------------- | ------------------------------------------------------------------------ |
| NAME             | Hopkins, Edward                                                          |
| KURZBESCHREIBUNG | englischer Siedler und mehrmals der Gouverneur der Colony of Connecticut |
| GEBURTSDATUM     | 1600                                                                     |
| GEBURTSORT       | Shropshire, England                                                      |
| STERBEDATUM      | 1657                                                                     |